# Stambridge
Stambridge is een civil parish in het bestuurlijke gebied Rochford, in het Engelse graafschap Essex. In 2001 telde het dorp 696 inwoners.